# Фраубруннен
Фраубруннен (нім. Fraubrunnen) — громада в Швейцарії в кантоні Берн, адміністративний округ Берн-Міттельланд.

## Географія
Громада розташована на відстані близько 17 км на північ від Берна.
Фраубруннен має площу 31,9 км², з яких на 7,6 % дозволяється будівництво (житлове та будівництво доріг), 63,2 % використовуються в сільськогосподарських цілях, 28,7 % зайнято лісами, 0,5 % не є продуктивними (річки, льодовики або гори).

## Демографія
2019 року в громаді мешкало 5180 осіб (+8,2 % порівняно з 2010 роком), іноземців було 7,7 %. Густота населення становила 162 осіб/км².
За віковим діапазоном населення розподілялося таким чином: 22 % — особи молодші 20 років, 59,3 % — особи у віці 20—64 років, 18,7 % — особи у віці 65 років та старші. Було 2185 помешкань (у середньому 2,3 особи в помешканні).
Із загальної кількості 1176 працюючих 276 було зайнятих в первинному секторі, 206 — в обробній промисловості, 694 — в галузі послуг.